# Rok Dábla
Rok Dábla è un film del 2002 diretto da Petr Zelenka.

## Riconoscimenti
- 2002 - Festival internazionale del cinema di Karlovy Vary
  - Globo di Cristallo